# Campeonato Europeu Júnior de Atletismo de 1997
O Campeonato Europeu Júnior de Atletismo de 1997 foi a 14ª edição do torneio organizada pela Associação Europeia de Atletismo para atletas com menos de vinte anos, classificados como Júnior. O evento foi realizado no Estádio Bežigrad em Liubliana na Eslovênia, entre 24 e 27 de julho de 1997. Teve como destaque a França com 22 medalhas, sendo 7 de ouro. 

## Resultados
Esses foram os resultados do campeonato. 

### Masculino
| Evento                       | Ouro                                                                            | Ouro     | Prata                                                                                      | Prata    | Bronze                                                                          | Bronze   |
| ---------------------------- | ------------------------------------------------------------------------------- | -------- | ------------------------------------------------------------------------------------------ | -------- | ------------------------------------------------------------------------------- | -------- |
| 100 m                        | Dwain Chambers · Grã-Bretanha                                                   | 10.06    | Christian Malcolm · Grã-Bretanha                                                           | 10.24    | Frédéric Krantz · França                                                        | 10.35    |
| 200 m                        | Christian Malcolm · Grã-Bretanha                                                | 20.51    | Piotr Berestiuk · Polónia                                                                  | 20.91    | Mark Findlay · Grã-Bretanha                                                     | 20.99    |
| 400 m                        | David Canal · Espanha                                                           | 46.04    | Periklis Iakovakis · Grécia                                                                | 46.68    | David Naismith · Grã-Bretanha                                                   | 47.11    |
| 800 m                        | Nils Schumann · Alemanha                                                        | 1:51.00  | Robert Neryng · Polónia                                                                    | 1:51.45  | Roman Oravec · Chéquia                                                          | 1:51.51  |
| 1.500 m                      | Gert-Jan Liefers · Países Baixos                                                | 3:46.91  | Benjamin Hetzler · Alemanha                                                                | 3:48.15  | Gareth Turnbull · Irlanda                                                       | 3:48.16  |
| 5.000 m                      | Bouabdellah Tahri · França                                                      | 14:25.71 | Ferenc Békési · Hungria                                                                    | 14:27.87 | Juan Carlos Higuero · Espanha                                                   | 14:31.79 |
| 10.000 m                     | Ovidiu Tat · Roménia                                                            | 29:56.35 | Mustafa Mohamed · Suécia                                                                   | 30:04.33 | Jussi Utriainen · Finlândia                                                     | 30:23.02 |
| 3.000 m com obstáculo        | Günther Weidlinger · Áustria                                                    | 8:41.54  | Roman Usov · Rússia                                                                        | 8:48.47  | Antonio Martínez · Espanha                                                      | 8:56.60  |
| 110 m com barreiras          | Tomasz Ścigaczewski · Polónia                                                   | 13.55    | Stanislavs Olijars · Letónia                                                               | 13.74    | Jan Schindzielorz · Alemanha                                                    | 14.10    |
| 400 m com barreiras          | Boris Gorban · Rússia                                                           | 50.95    | Aljoscha Nemitz · Alemanha                                                                 | 51.08    | Boris Vazovan · Eslováquia                                                      | 51.26    |
| 10 km marcha atlética        | Andrea Manfredini · Itália                                                      | 42:43.75 | André Höhne · Alemanha                                                                     | 43:00.71 | Martin Pupiš · Eslováquia                                                       | 43:11.53 |
| Revezamento 4 x 100 metros   | Grã-Bretanha · Uvie Ugono · Mark Findlay · Christian Malcolm · Dwain Chambers   | 39.62    | França · Vincent Caure · Frédéric Krantz · Didier Héry · Dimitri Demoniere                 | 39.89    | Alemanha · Thomas Hüttinger · Tim Studzinski · Thomas Zeimentz · Jirka Zapletal | 40.26    |
| Revezamento 4 x 400 metros   | Espanha · Adrián Fernández · Luis María Flores · Alberto Martínez · David Canal | 3:08.18  | Grécia · Evággelos Moustakidis · Yeóryios Ikonomídis · Ioánnis Lessis · Periklis Iakovakis | 3:08.29  | Grã-Bretanha · Lee Black · Michael Parper · Mark Rowlands · David Naismith      | 3:08.97  |
| Salto em altura              | Hennazdy Maroz · Bielorrússia                                                   | 2.20 m   | Ben Challenger · Grã-Bretanha                                                              | 2.20 m   | Aleksey Lesnichiy · Bielorrússia                                                | 2.17 m   |
| Salto com vara               | Lars Börgeling · Alemanha                                                       | 5.40 m   | Pavel Gerasimov · Rússia                                                                   | 5.30 m   | Christian Linskey · Grã-Bretanha                                                | 5.00 m   |
| Salto em distância           | Nathan Morgan · Grã-Bretanha                                                    | 7.90 m   | Raúl Fernández · Espanha                                                                   | 7.90 m   | Yann Domenech · França                                                          | 7.87 m   |
| Salto triplo                 | Viktor Gushchinskiy · Rússia                                                    | 16.78 m  | Ionut Punga · Roménia                                                                      | 16.43 m  | Eduardo Pérez · Espanha                                                         | 16.40 m  |
| Arremesso de peso (6 kg)     | Ralf Bartels · Alemanha                                                         | 18.30 m  | Mikuláš Konopka · Eslováquia                                                               | 17.63 m  | Peter Sack · Alemanha                                                           | 17.23 m  |
| Arremesso de disco (1,75 kg) | Emeka Udechuku · Grã-Bretanha                                                   | 53.90 m  | Patrick Stang · Alemanha                                                                   | 53.02 m  | Zoltán Kővágó · Hungria                                                         | 52.90 m  |
| Lançamento de martelo        | Maciej Pałyszko · Polónia                                                       | 74.12 m  | Sergey Martemyanov · Bielorrússia                                                          | 70.62 m  | Olli-Pekka Karjalainen · Finlândia                                              | 69.84 m  |
| Arremesso de dardo (6 kg)    | Adrian Markowski · Polónia                                                      | 78.42 m  | Juha Aarnio · Finlândia                                                                    | 77.60 m  | Christian Fusenig · Alemanha                                                    | 75.86 m  |
| Decatlo                      | Chiel Warners · Países Baixos                                                   | 7664 pts | Steffen Munz · Alemanha                                                                    | 7258 pts | Sebastian Knabe · Alemanha                                                      | 7218 pts |

## Quadro de medalhas
| Ordem | País          | Medalha de ouro | Medalha de prata | Medalha de bronze | Total |
| ----- | ------------- | --------------- | ---------------- | ----------------- | ----- |
| 1     | Alemanha      | 7               | 7                | 8                 | 22    |
| 2     | Grã-Bretanha  | 5               | 3                | 5                 | 13    |
| 3     | Roménia       | 5               | 3                | 2                 | 10    |
| 4     | Polónia       | 4               | 4                | 1                 | 9     |
| 5     | França        | 4               | 3                | 5                 | 12    |
| 6     | Rússia        | 3               | 6                | 2                 | 11    |
| 7     | Países Baixos | 3               | 1                | 0                 | 4     |
| 8     | Hungria       | 2               | 2                | 1                 | 5     |
| 9     | Espanha       | 2               | 1                | 3                 | 6     |
| 10    | Bielorrússia  | 2               | 1                | 1                 | 4     |
| 11    | Áustria       | 2               | 0                | 2                 | 4     |
| 12    | Finlândia     | 1               | 3                | 4                 | 8     |
| 13    | Itália        | 1               | 0                | 2                 | 3     |
| 14    | Croácia       | 1               | 0                | 1                 | 2     |
| 15    | Ucrânia       | 1               | 0                | 0                 | 1     |
| 16    | Grécia        | 0               | 2                | 0                 | 2     |
| 16=   | Yugoslavia    | 0               | 2                | 0                 | 2     |
| 18    | Eslováquia    | 0               | 1                | 3                 | 4     |
| 19=   | Lithuania     | 0               | 1                | 0                 | 1     |
| 19=   | Letônia       | 0               | 1                | 0                 | 1     |
| 19=   | Islândia      | 0               | 1                | 0                 | 1     |
| 19=   | Suécia        | 0               | 1                | 0                 | 1     |
| 23=   | Estónia       | 0               | 0                | 1                 | 1     |
| 23=   | Irlanda       | 0               | 0                | 1                 | 1     |
| 23=   | Chéquia       | 0               | 0                | 1                 | 1     |
| Total | Total         | 43              | 43               | 43                | 129   |